# 즈나멘카

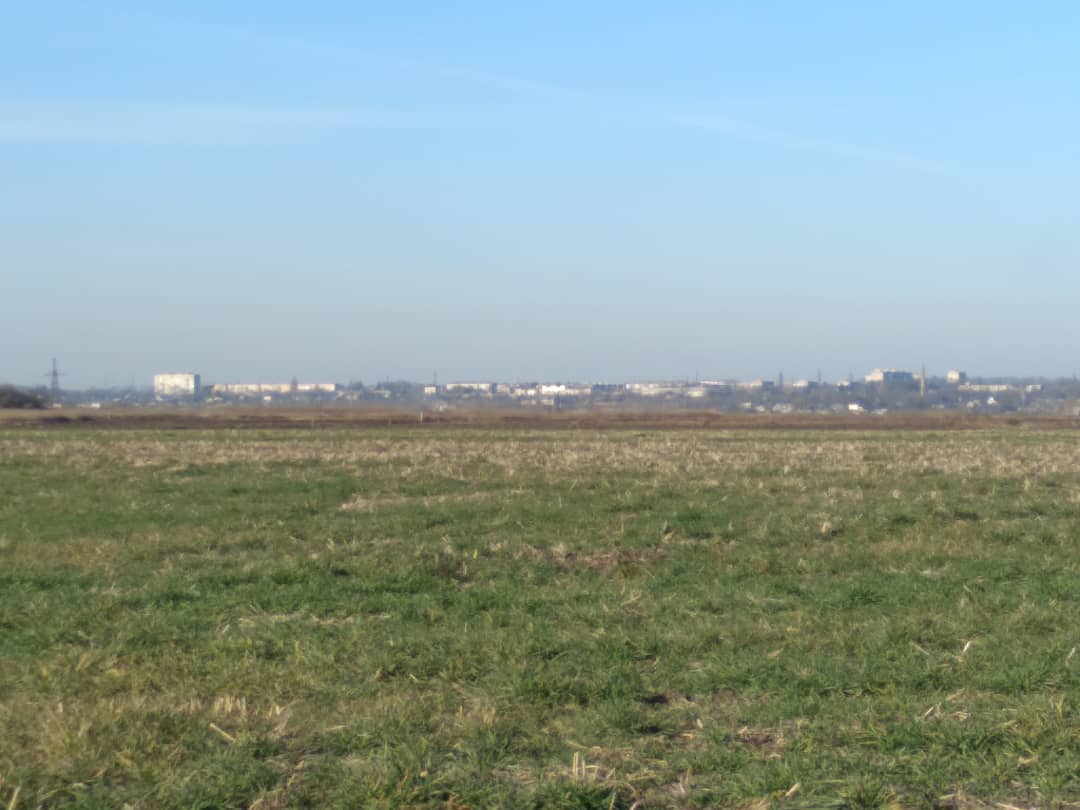
도시의 파노라마, 2021

즈나멘카(우크라이나어: Знам'янка)는 우크라이나 중부에 위치한 키로보흐라드주의 도시로, 면적은 15km2, 인구는 22.000 명이다.

## 역사

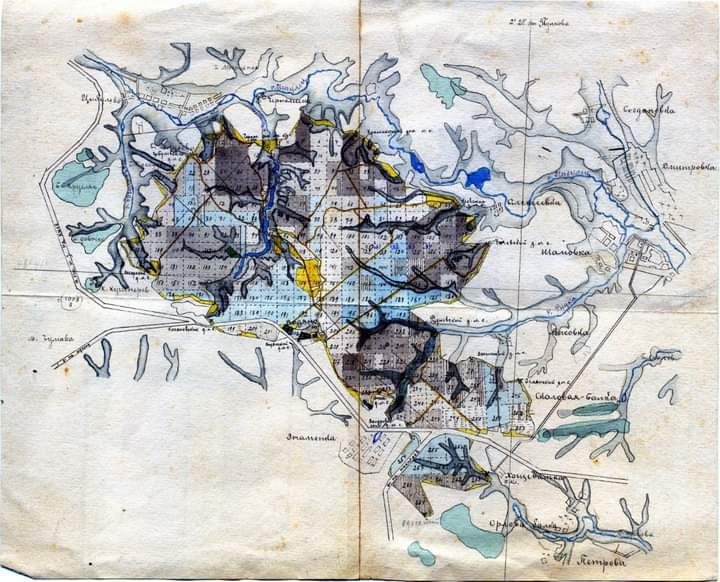
19세기 말의 지도

1869년에 기차역으로 설립되었다. 1886년에는 143명, 1913년에는 6천 명이 이곳에 살았다. 소련-우크라이나 전쟁 동안에는 우크라이나 인민 공화국의 지배를 받았지만, 1920년 소련군이 세 번째로 이곳을 점령했다.
대기근과 소련의 탄압 기간 동안 최소 890명의 주민이 사망했다. 1938년 이후 도시로 불리게 되었다. 제2차 세계 대전 동안 1941년 8월 5일부터 1943년 12월 9일까지 독일군에 의해 점령되었다. 1989년에는 33,828명의 주민이 이곳에 살았다.
러시아-우크라이나 전쟁 동안 1000명 이상의 도시 주민들이 적대 행위에 가담했고 12명이 사망했으며, 중앙 거리는 그 중 한 명의 이름을 따서 명명되었다. 러시아의 우크라이나 침공 동안 남동부에서 온 수천 명의 난민들의 피난처가 되었다.

## 갤러리

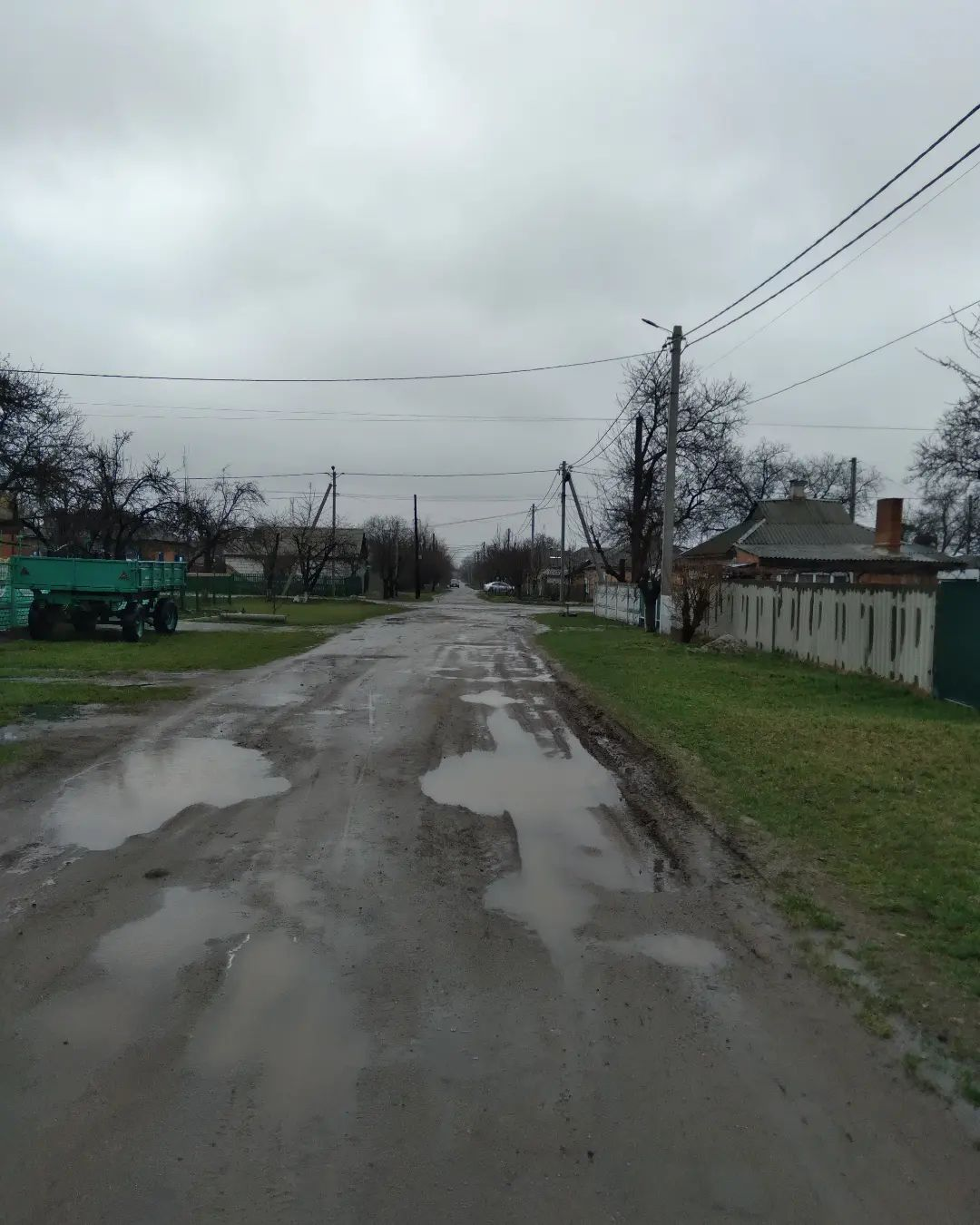
도시 중심부 근처의 거리 중 하나
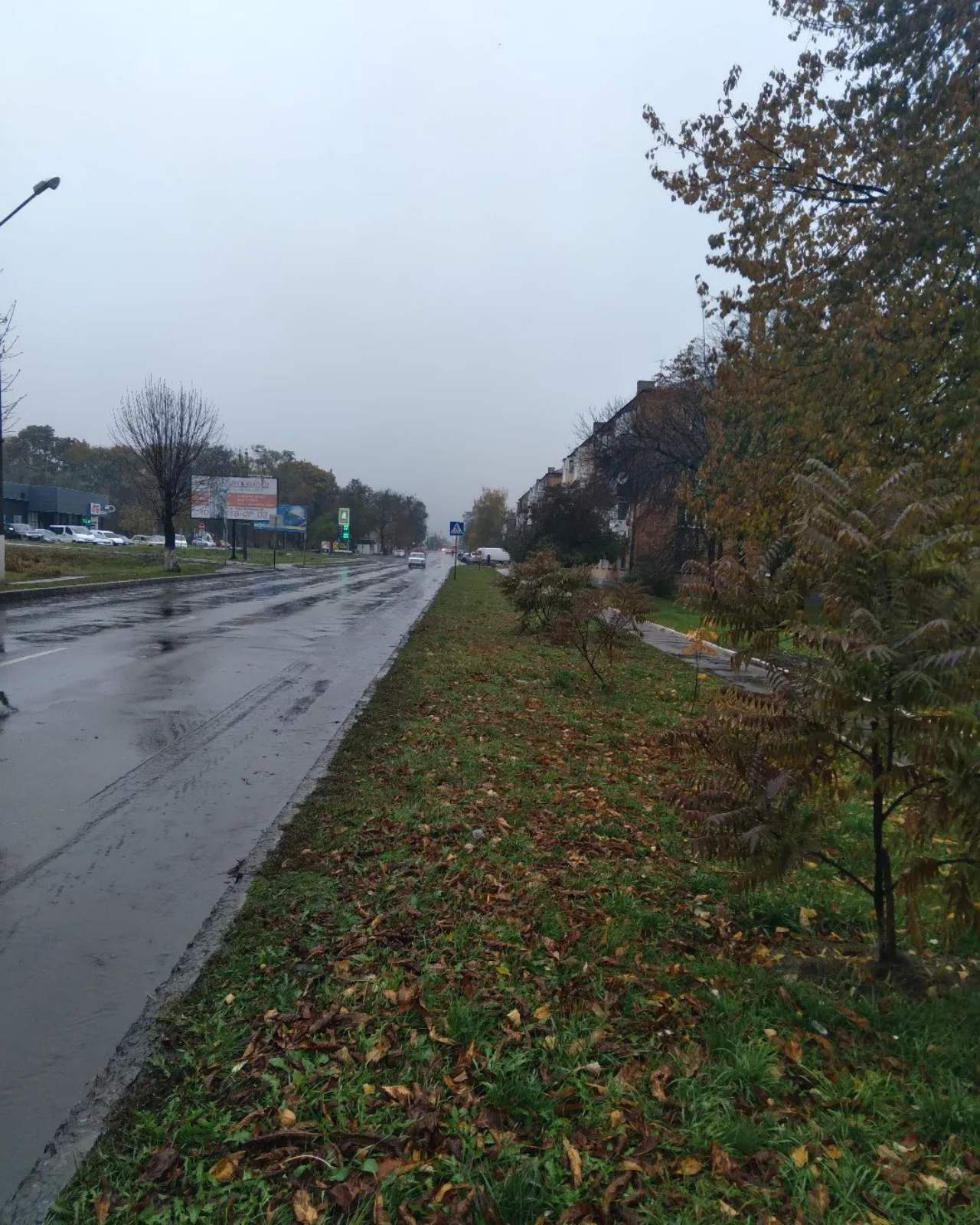
중앙 거리
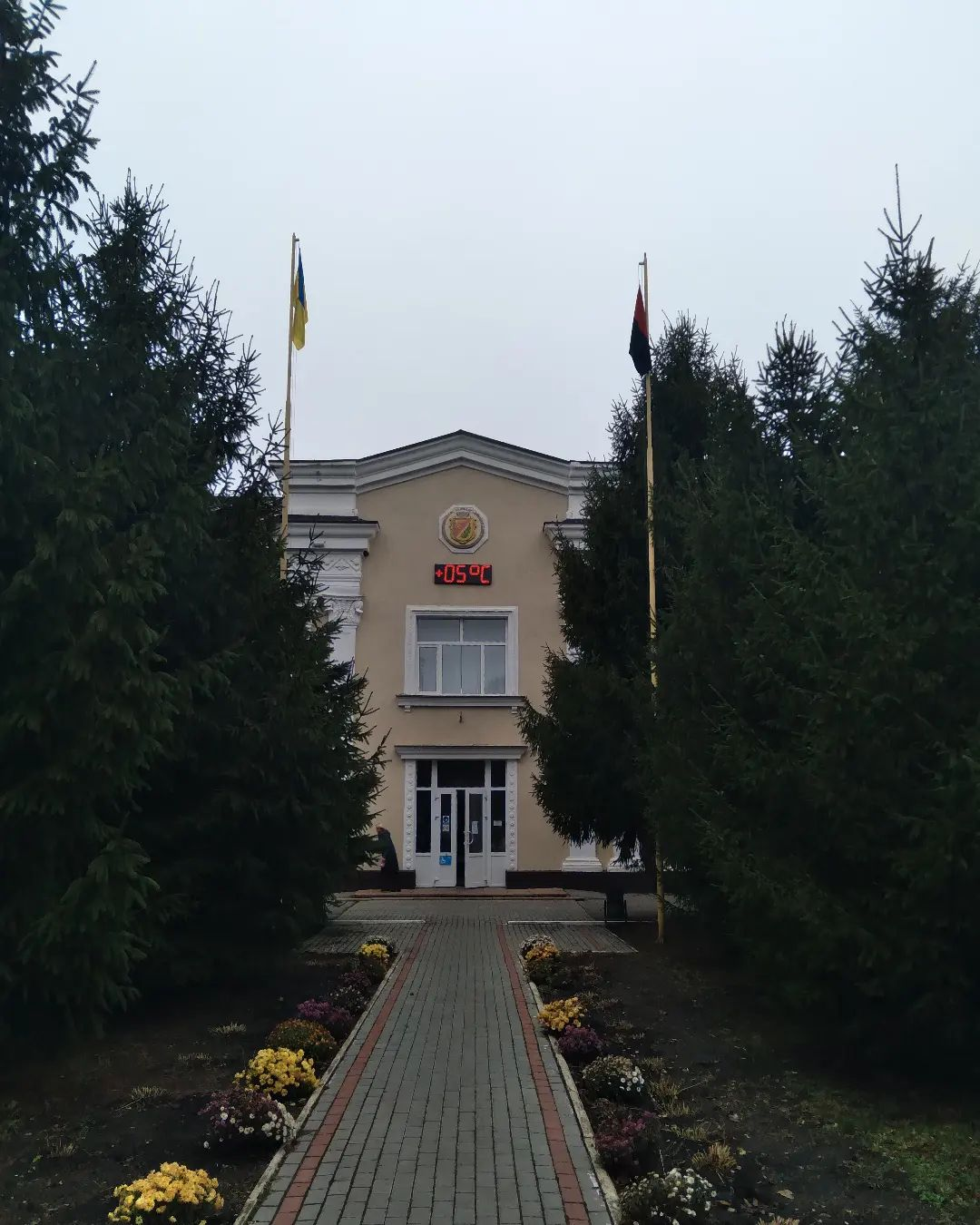
시의회
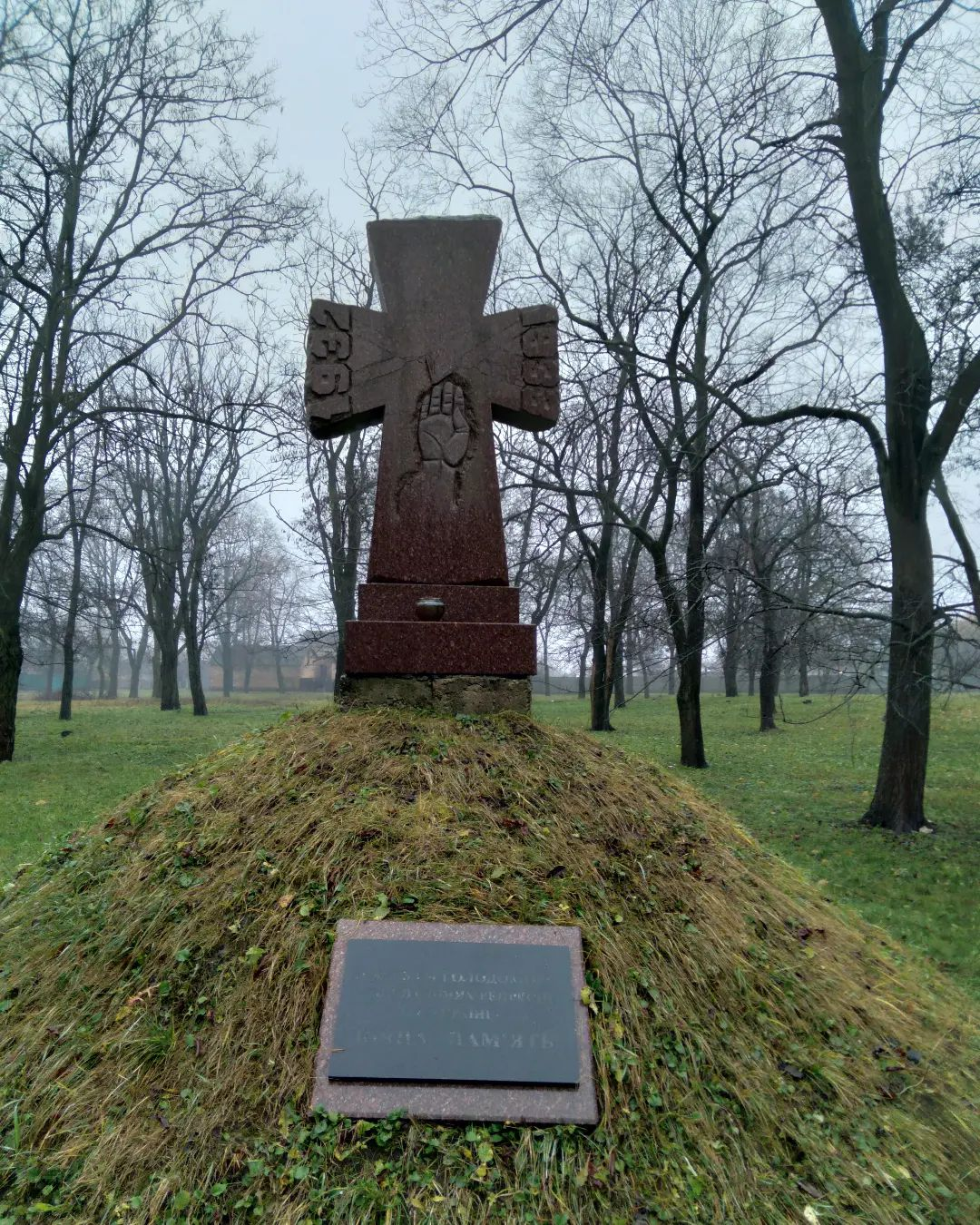
기근과 정치적 탄압의 희생자들을 기리는 기념비
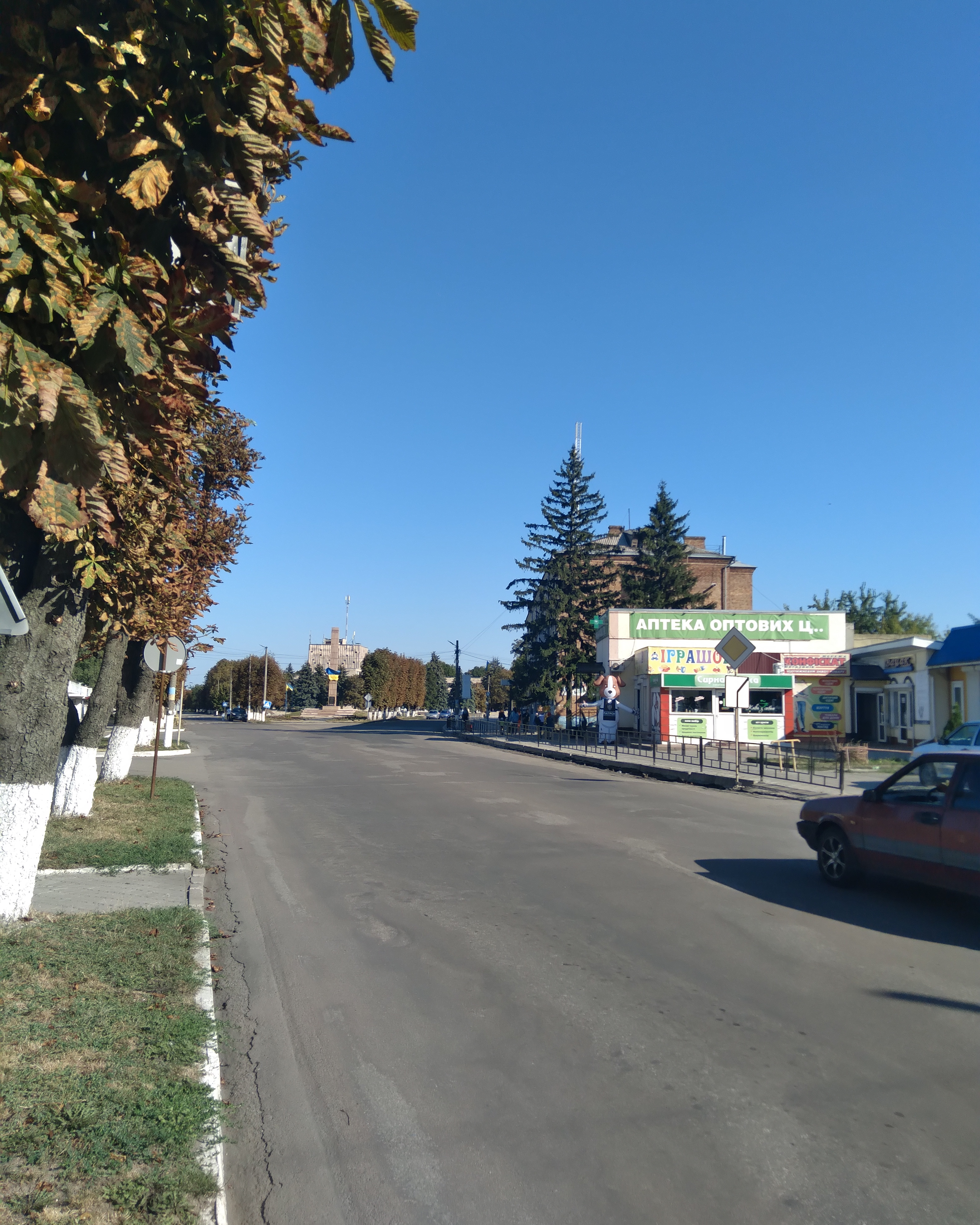
도심
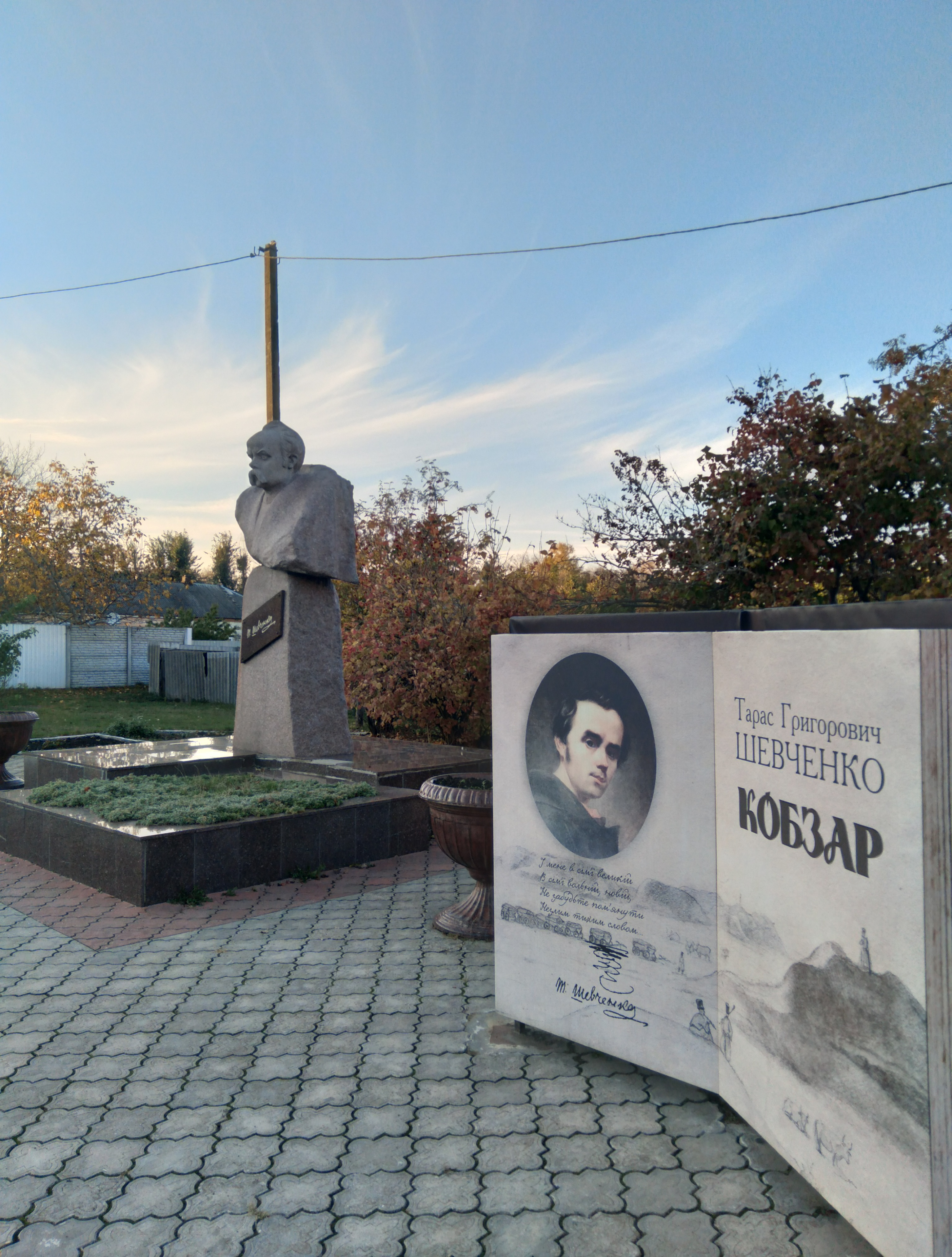
타라스 셰브첸코 기념비
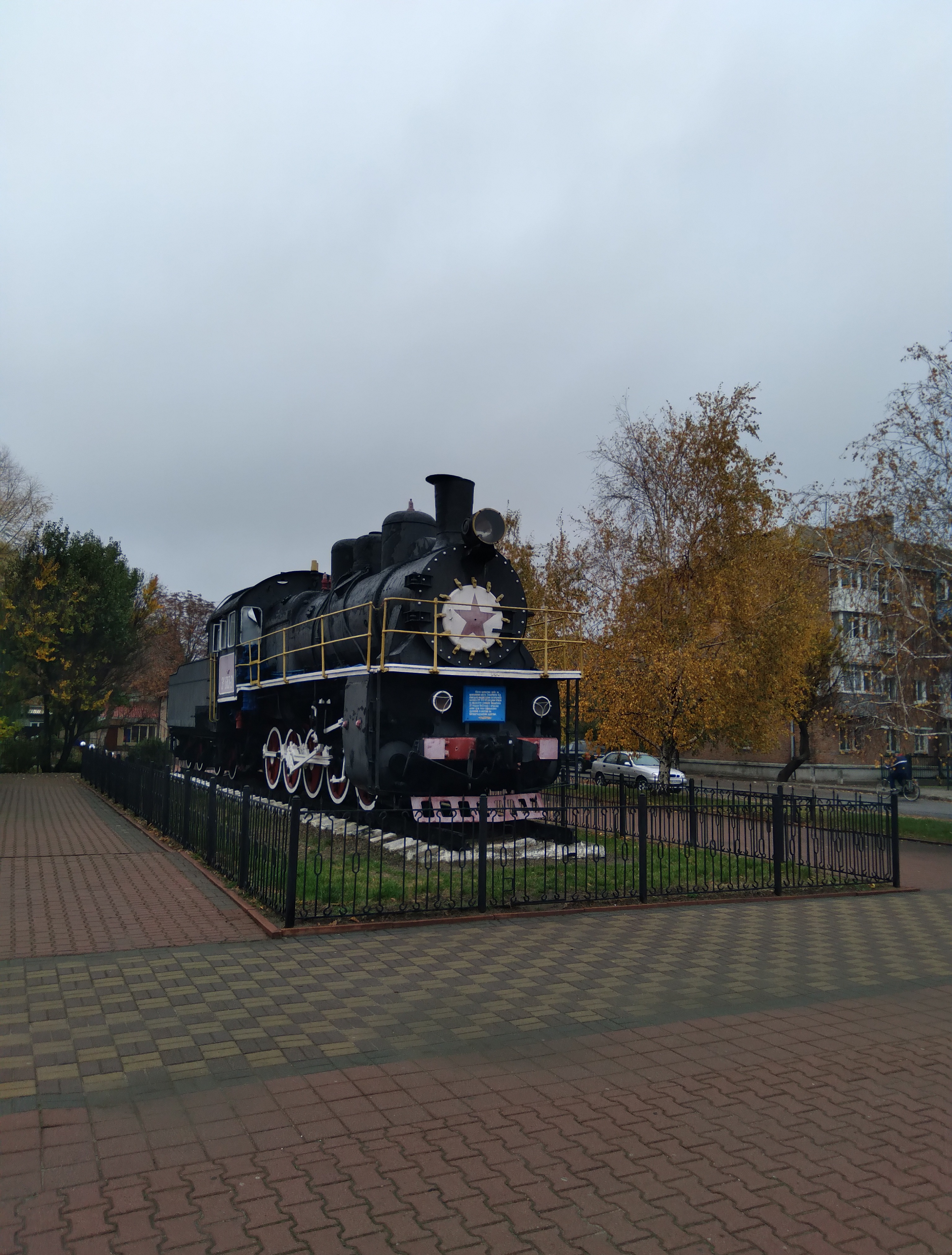
증기 기관차 기념물
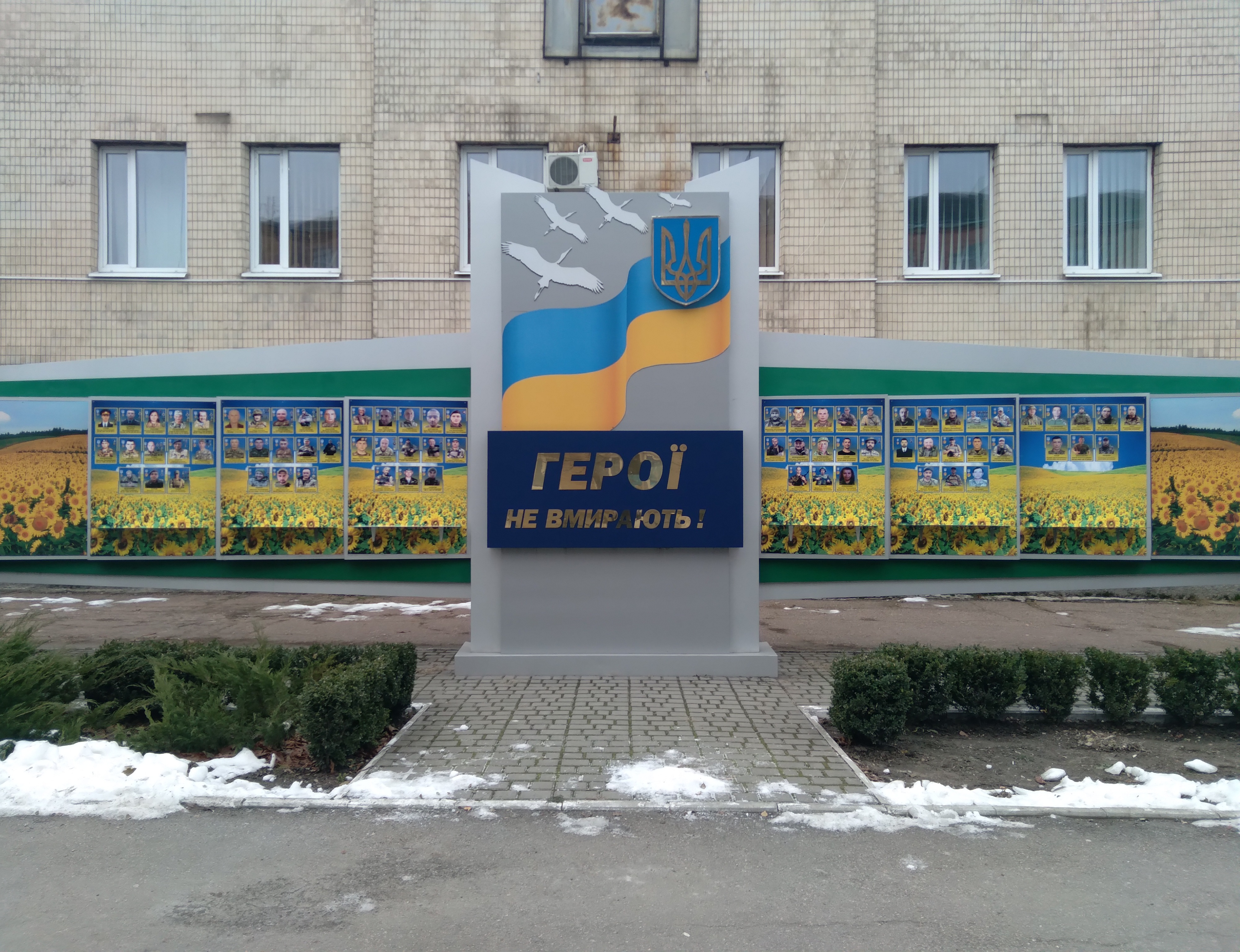
러시아-우크라이나 전쟁에서 전사한 사람들을 기리는 기념비
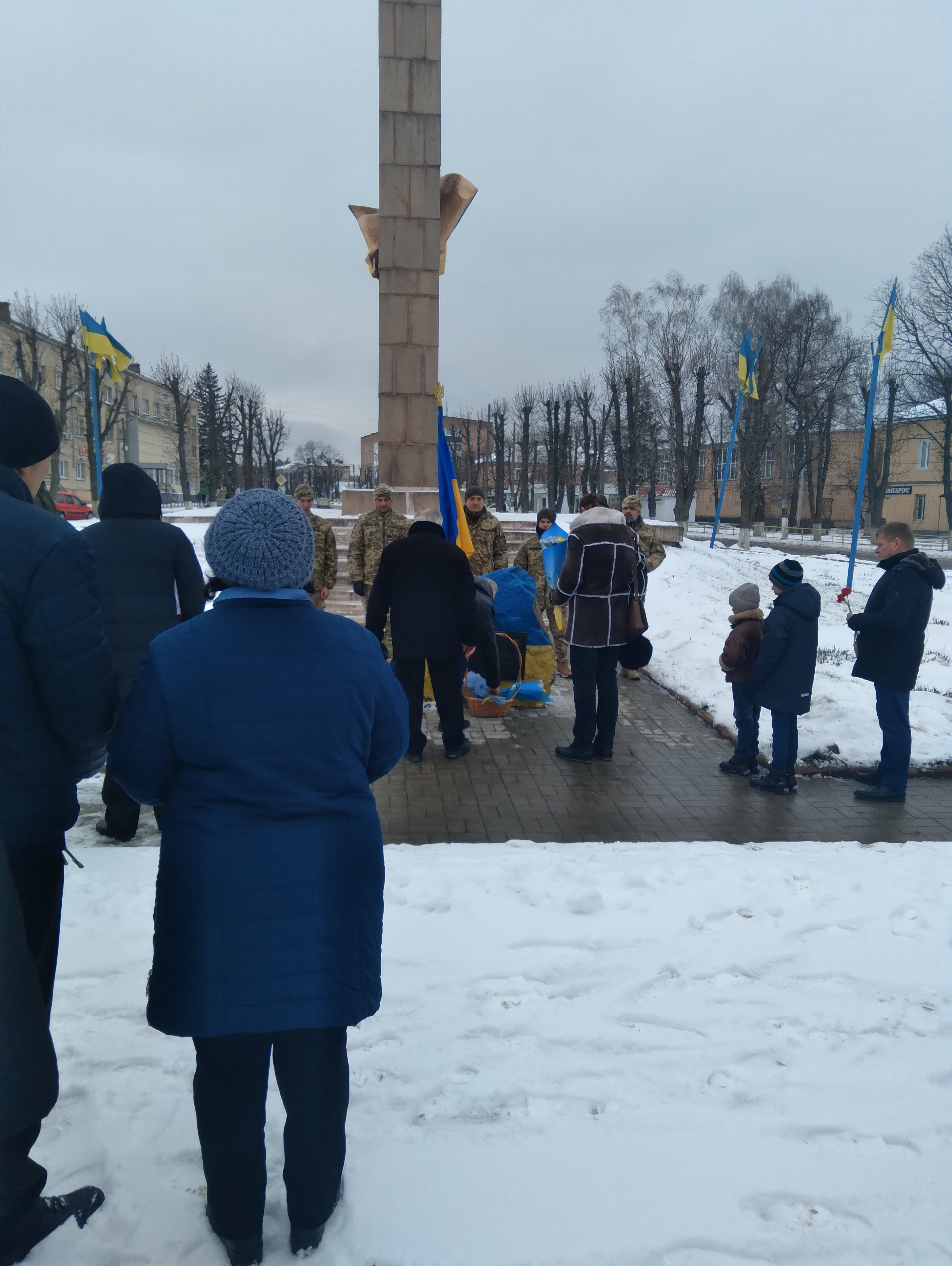
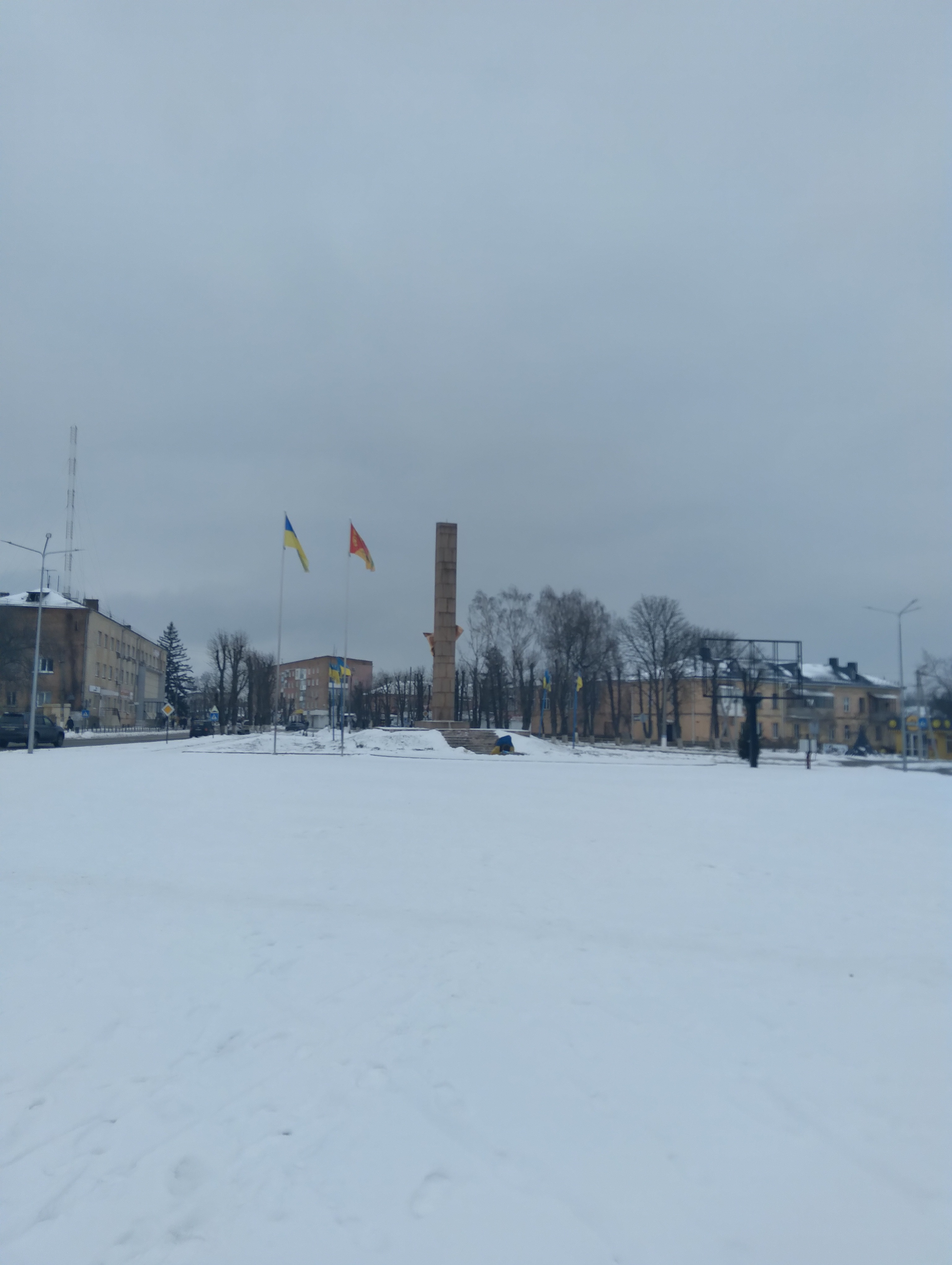
겨울의 도심